# Arrhythmus perrieri
Arrhythmus perrieri is een keversoort uit de familie van de boktorren (Cerambycidae). De wetenschappelijke naam van de soort werd in 1903 gepubliceerd door Léon Fairmaire.